# Quan chế nhà Trần
Quan chế nhà Trần là định chế cấp bậc phẩm hàm quan lại phong kiến dưới thời nhà Trần trong lịch sử Việt Nam.

## Khái quát
Những ghi chép trong sử sách không hoàn thiện và đầy đủ về quan chế thời nhà Trần, không cụ thể từng cấp bậc, phẩm hàm theo trật tự từ trên xuống. Về cơ bản, quan chế nhà Trần được phỏng theo kiểu nhà Tống và nhà Lý trước đó. Các sử gia căn cứ theo các tài liệu khác nhau để mô phỏng chế độ quan lại từ trung ương tới địa phương.
Quan chế thời kỳ này tiếp nhận sự hoàn thiện từ nhà Lý, sau đó không ngừng bổ sung thay đổi, toàn diện đã được chia thành 9 phẩm (từ nhất phẩm tới cửu phẩm, nhưng sử không chép rõ từng phẩm có những chức gì), phía trên là các vương hầu quý tộc, bên dưới chia làm 2 ban văn võ, các quan trong (trung ương) và quan ngoài (địa phương). Các sử gia theo nhận định của Phan Huy Chú trong sách Lịch triều hiến chương loại chí thống nhất rằng nhiều chức quan trong bộ máy chính quyền phong kiến Việt Nam được đặt ra từ thời nhà Lý, nên thời Trần dĩ nhiên tiếp tục kế thừa.

## Chế độ

### Tước vị
Nhà Trần có sự tham khảo, kế tục từ nhà Lý, đều có sự mô phỏng rất lớn chế độ các triều đại Trung Hoa. Trong hoàng tộc cũng vì thế quy định chặt chẽ tước vị, và một số tước vị phong tặng cho công thần, tương tự nhà Lý.
- Hoàng thái tử (皇太子): tước vị dành cho người kế vị Hoàng đế.
- Đại vương (大王) / Vương (王): dành cho hoàng tử, các anh em và con trai khác của Hoàng đế.
- Trưởng công chúa (長公主) / Công chúa (公主): dành cho hoàng nữ, chị em hoặc con gái của Hoàng đế.
- Quốc công (國公) / Khai quốc công (開國公): dành tặng công thần.
- Thượng vị hầu (上位侯): dành cho con trai các thân vương.
- Liệt hầu (列侯): dành cho tôn thất và công thần.
- Á hầu (亞侯).
- Quan nội hầu (關內侯): có phẩm trật bổng lộc, nhưng không thể thừa kế thế tập.
- Minh Tự (明字): một dạng tước Bá thời Trung Quốc cổ đại; cận thị Hoàng đế thì thêm chữ Nội (內).
- Đại liêu ban (大僚班): dành tặng công thần; cận thị Hoàng đế thì thêm chữ Nội (內).
- Thân vương ban (亲王班): dành tặng công thần.
- Chư vệ (諸衛): dành tặng công thần; cận thị Hoàng đế thì thêm chữ Nội (內).
- Thượng chế (上製): dành tặng công thần; cận thị Hoàng đế thì thêm chữ Nội (內).
- Thấp nữa là Sùng ban (崇班), Cung phụng (供奉), Hầu cấm (侍禁), Nội điện trực (內殿直) và Điện trực (殿直).

### Bộ máy
Nhà Trần kế thừa nhà Lý và cũng không ngừng tham khảo nhà Tống. Đứng trên trăm quan, tức Tể tướng cũng là Thái úy, song chế độ nhà Trần chỉ trọng dụng tông thất dự vào hàng này.
Thời kì Trần Thái Tông có anh trai Trần Liễu giữ chức vụ này, tiếp nối có Trần Nhật Hiệu, Trần Quang Khải,...cũng từng đảm nhận qua. Trọng thần được phong Thái sư, thời Thái Tông tuy nói Trần Liễu danh vị Tể tướng chính thức, nhưng Trần Thủ Độ mới là "Chân chính Tể tướng" vậy. Bên cạnh chức vụ, còn có các tên như Thượng tướng Thái sư (上相太师), Quyền tướng quốc sự (权相国事) là những gia tặng, kính ngữ của Tể tướng, đều do tông thất đảm nhiệm. Theo thông lệ, bất kể tông thất nhập chính, Thái úy, Thái sư, Tư đồ,... đều gia thêm hàm Kiểm hiệu (檢校), Đặc tiến (特進), Nghi đồng tam ti (儀同三司), Bình chương sự (平章事). Ngoài ra, lệ nhà Trần cũng có quy định về tước phong, phàm tước Vương khi vào triều làm Tể tướng đều gọi là Công tước, chỉ có Thân vương (tức là Hoàng tử phong Vương) thì mới giữ nguyên (như Chiêu Minh vương Trần Quang Khải), còn không đều phải gọi là Công (như Uy Túc công Trần Văn Bích, cháu của Quang Khải).
Giúp việc cho tể tướng là Thứ tướng, xưng gọi Hành khiển. Do sự kiện năm 1254, có Phạm Ứng Mộng được lệnh tự cung, trở thành Thứ tướng, đấy thành lệ Thứ tướng phải là hoạn quan. Sau này, Trần Khắc Chung đảm nhận chức này, khai thủy việc nho sinh xuất sĩ cũng có thể đảm nhận. Sử thần Ngô Sĩ Liên nói pháp lệ: ["Theo quy chế nhà Trần, các vương hầu đều ở phủ đệ nơi hương ấp của mình, khi chầu hầu thì đến kinh đô, xong việc lại về phủ đệ. Như Quốc Tuấn ở Vạn Kiếp, Thủ Độ ở Quắc Hương, Quốc Chẩn ở Chí Linh đều thế cả. Đến khi vào triều làm Tể tướng, mới thống lĩnh việc nước. Nhưng cũng chỉ nắm đại cương thôi, còn quyền thì thuộc về Hành khiển. Người khinh lại thành trọng, người trọng lại thành khinh, mà không phải lo thêm một tầng công việc, cũng là có ý bảo toàn vậy"].
Nhà Trần bảo lưu chế độ Tam tỉnh, có Trung thư tỉnh (中书省), Thượng thư tỉnh (尚书省) và Môn hạ tỉnh (门下省) làm trung khu đại quyền. Trưởng quan của Trung thư tỉnh là Trung thư lệnh (中书令), dưới có Tả Hữu tư, đặt chức Tham tri chính sự (参知政事), lại có Tả/ Hữu tư Đồng tri Thượng thư sự (同知尚书事). Môn hạ tỉnh giúp đỡ thân cận, có chức Đồng tri Môn hạ Bình chương sự (同知门下平章事). Chỉ là, các chức vụ Tam tỉnh địa vị không cao nếu so với nhà Tống, vì các chức Tể tướng đều do tông thất đảm nhiệm, còn Tam tỉnh trở đi mới là sĩ phu, địa vị khác xa quá cao.
Nhà Trần noi theo nhà Lý, lập Đô Hộ phủ để tiến hành quản lý quốc pháp, nhưng đổi gọi là Đô Vệ phủ (都衛府). Sau năm 1250, lại cải thành Phụng Tuyên viện (奉宣院); Thanh Túc viện (清肃院); Hiến Chính viện (宪正院), gọi là Tam Ti viện (三司院), cho chức Tam Ti viện Tri sự cai quản. Lập ra Quốc Tử viện (國子院), là tối cao học phủ, tương đương với Trung Quốc Quốc Tử Giám. Sang thời Trần Minh Tông chính thức đổi tên thành Quốc Tử giám. Giám sát cơ quan gọi là Ngự Sử đài (禦史颱), trưởng quan là Ngự Sử đại phu. Nhà Trần còn noi theo kế thừa Lý triều chế độ, thiết lập Hàn Lâm Viện, phụ trách vì quân chủ phác thảo chiếu thư, trưởng quan gọi là Hàn lâm học sĩ phụng chỉ.
Từ thời Trần Thái Tông (1246), định lệ: "Cứ 15 năm 1 lần xét duyệt, 10 năm thăng tước 1 cấp, 15 năm thăng chức 1 bậc. Chức quan nào khuyết thì chức chánh kiêm chức phó. Chánh phó đều khuyết thì lấy quan khác tạm giữ, đợi đủ hạn xét duyệt thì bổ chức ấy". Ngoài ra, cũng trong năm ấy, định lệ thi tiến sĩ, cứ 7 năm 1 khoa.

### Quan chế
- Hàng tể tướng: Thái úy (Tướng quốc Thái úy; Quyền tướng quốc sự), Thái sư (Thống quốc hành chinh phạt sự; Thượng tướng thái sư), Tướng quốc bình chương sự (trở lên tôn thất đảm nhiệm); Thái bảo, Thái phó, Tư đồ.
- Thứ tướng: Hành khiển (行遣); Thiếu bảo; Thiếu phó.
- Văn ban nội chức: Đồng bình chương sự (同平章事); Tham tri chính sự (参知政事); Trung thư lệnh (中书令); Trung thư thị lang (中书侍郎); Thượng thư Tả phụ (尚书左辅); Tả bộc xạ (左仆射); Đồng tri Thượng thư Tả tư sự (同知尚书左司事); Đồng tri Môn hạ bình chương sự (同知门下平章事); Thiêm thư Khu mật viện sứ (佥书枢密院事); Nhập nội Tán đại tông chính phủ Đại tông chính (入内判大宗正府大宗正); Thượng thư Lục bộ; Thị lang; Phụng Tuyên, Thanh Túc, Hiến Chính Tam tư viện tri sự (奉宣清肃宪正三司院知事); Thẩm hình viện sử (审刑院使); Hàn Lâm viện học sĩ phụng chỉ (翰林学士奉旨); Ngự sử trung tướng (御史中相); Ngự sử đại phụ (御史大夫); Chủ thư thị Ngự sử (主书侍御史); Thượng thư tri quốc tử viện đề điều sự (尚书知国子院提调事); Quốc tử giám Tư nghiệp (司业); Quốc tử giám Tế tửu (祭酒); Quốc sử viện Giám tu (国史院监修); Trung đại phu (中大夫); Phán thủ tri tả hữu ban sự (判首知左右班事); Viên ngoại lang; Nội thư gia.
- Văn ban ngoại chức: Kinh sư đại an phủ sử (京师大安抚使) hay Kinh sư Đại doãn (京师大尹); Thiên trường an phủ (天长安抚); An phủ sứ (安抚使) các Lộ; Phát vận sứ (发运使); Tri phủ; Tri châu; Châu phán (州判); Đại tiểu Tư xã (司社).
- Võ ban nội chức: Tiết chế thống lĩnh chư quân (节制统领诸军); Tiết độ sứ; Phiêu kị đô Thượng tướng quân (骠骑都上将军); Phủ quân tư (抚军司); Xa kị Thượng tướng quân (车骑上将军); Long tiệp phụng thần nội vệ Thượng tướng quân (龙捷奉宸内卫上将军); Điện súy đại tướng quân (殿帅大将军); Thủy quân đại tương quân (水军大将军); Đốc tướng (督将); Thân vệ Tướng quân (亲卫将军); Thần Vũ quân tướng (神武军将); Thị vệ quân tướng (侍卫军将); Thánh dực quân tướng (圣翊军将); Quản thiết liêm quân (管铁镰军); Quản thiếp giáp quân (管铁甲军); Quản thiếp thương quân (管铁枪军); Thông nghị đại phu (通侍大夫).
- Võ ban ngoại chức: Kinh lược sứ; Trấn thủ; Giáo hóa Trại chủ.